# 书信 (文体)

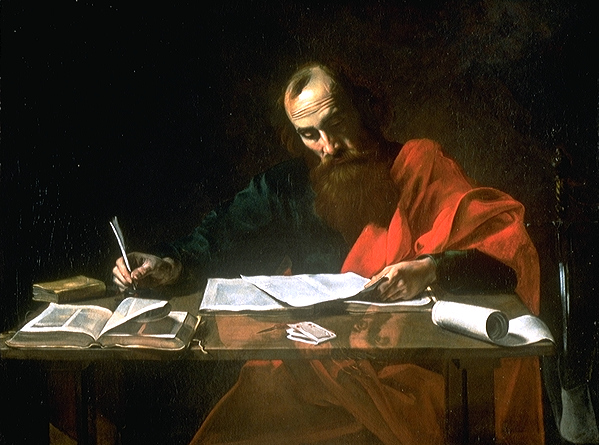
圣徒保罗正在写他的宗徒书信

书信（Epistle/ɪˈpɪsəl/）是一种正式的书信格式，中文或翻译为“使徒书信”，通常会使用优雅、正式的文风去书写，收信人可以是个人或团体。古埃及的学校常常会教授撰写“书信”的方法。新约圣经中，使徒写给基督徒的信也会被称为“书信”，其中，来自圣徒保罗的信会被称为保罗书信，其他的则称为大公書信=